# Kumis
Kumis (včasih zapisano kumiss, koumiss ali kumys, kazaško қымыз, kimiz) je fermentiran mlečni izdelek, tradicionalno pripravljen iz kobiljega mleka, obstaja pa tudi različica iz oslovskega. Podoben je kefirju, vendar izdelan iz tekoče starterske kulture za razliko od trdnih zrnc kefirja. Ker ima kobilje mleko več ogljikovih hidratov, nastane s fermentacijo blago alkoholna gazirana pijača.
Kot pijača je pomemben del prehrane ljudstev srednjeazijskih step huno-bolgarskega in mongolskega izvora, kot so Kazahstanci, Baškirci, Kalmiki, Kirgizijci, Mongoli (pri Mongolih je znan pod imenom airag) in Jakuti. Zgodovinsko je povezan tudi s Kitani, Jurčeni in Hani iz severne Kitajske.

## Proizvodnja
V osnovi je kumis iz surovega, nepasteriziranega kobiljega mleka, ki fermentira nekaj ur ali dni, pogosto ob mešanju ali pinjenju. Med fermentacijo laktobacili zakisajo mleko, zaradi kvasovk pa nastane gazirana pijača z 0,7 do 2,5 % alkohola.
Leta 1982 so na ozemlju takratne Sovjetske zveze gojili 230.000 konjev prav za proizvodnjo mleka, ki so ga predelali v kumis. V Mongoliji traja sezona molzenja kobil od srede junija do zgodnjega oktobra. V eni sezoni pridobijo od kobile 1000 do 1200 litrov mleka, od tega ga približno polovico pustijo za žrebeta. Pri tem zahteva molžnja precej spretnosti. Tudi v delih sveta, kjer je kumis priljubljen in so znani po množični reji konjev, je kobilje mleko še danes redko, zato ga za industrijsko pridobivanje kumisa nadomestijo s kravjim. Kravje mleko ima več maščob in beljakovin, a manj laktoze od kobiljega. Zato mu pred fermentacijo dodajo saharozo, ali pa predelano sirotko, kar bolje posnema sestavo kobiljega mleka.
V sodobnih obratih poteka fermentacija dve do pet ur pri 27 ºC. Vsebnost alkohola včasih srednjeazijski nomadi povečajo z destilacijo z zmrzovanjem, Mongoli pa iz airaga delajo tudi liker arhi.